# Mazeppa (film 1914)
Mazeppa (Мазепа) è un cortometraggio muto del 1914 diretto da Pёtr Čardynin.